# Shinkansen Serie E5
Lo Shinkansen Serie E5 è un elettrotreno giapponese per linee veloci (Shinkansen), è entrato in servizio presso la compagnia ferroviaria JR East il 5 marzo 2011.
È in fase di produzione una versione gemella, denominata serie H5 per circolare sull'Hokkaidō Shinkansen a partire dal 2016. La livrea varia leggermente, per la presenza di una striscia viola, anziché rosa, sulla fiancata.

## Storia
La realizzazione e costruzione del treno deriva dagli esperimenti condotti sul treno sperimentale Fastech 360, la costruzione dei convogli è stata iniziata nel 2009 e i primi 3 convogli sono entrati in servizio nel marzo 2011 sulla linea Tōhoku Shinkansen. I treni della Serie E5 sono stati destinati principalmente al servizio Hayabusa (Falco pellegrino), sebbene effettuino anche servizi Hayate, Yamabiko e Nasuno.
Ogni convoglio è costituito da 10 carrozze ed effettua servizio alla velocità di 320 km/h, tuttavia fino al 2013 la velocità massima era limitata a 300 km/h; inoltre quando i treni sono accoppiati con convogli della Serie E3 la velocità massima è ridotta a 275 km/h.